# Museo Nacional de Gimhae

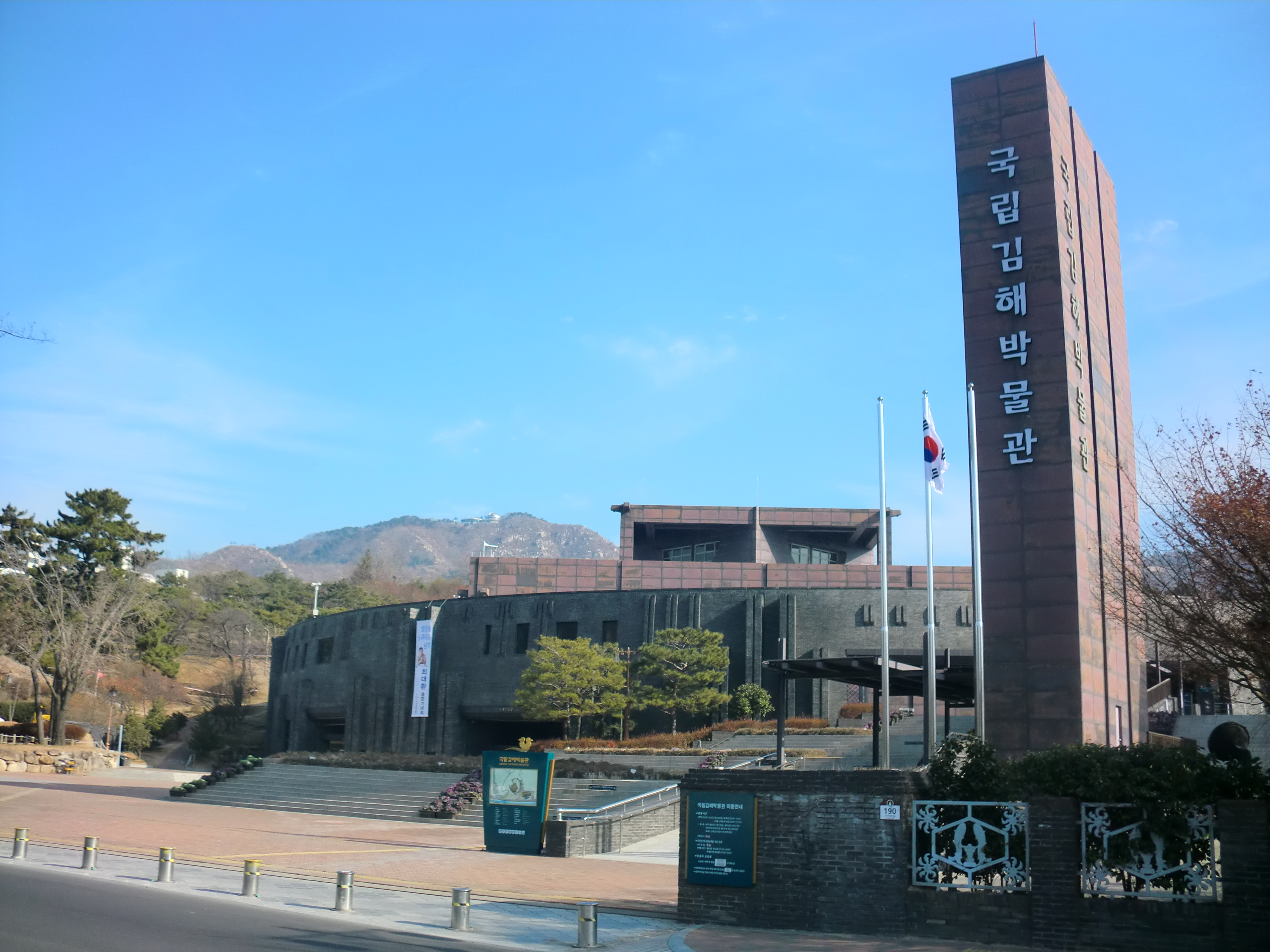
Museo Nacional de Gimhae
Hangul - 국립김해박물관
Hanja - 國立金海博物馆

Museo Nacional de Gimhae es un museo nacional situado en Gimhae, Gyeongsang, Corea del Sur. Se inauguró el 29 de julio de 1998, con el objetivo de recopilar los bienes culturales disponibles de Gaya, uno de los antiguos estados en Corea.
El museo se encuentra a los pies del Pico Gujibong en Gimhae, el lugar donde se cree que el reino Gaya que ha sido fundada. El museo exhibe los activos culturales de Gaya, así como reliquias culturales de la prehistoria en el Busan y áreas Gyeongsangnam-do, y el patrimonio cultural de Byeonhan, que fue la base para el crecimiento de Gaya.

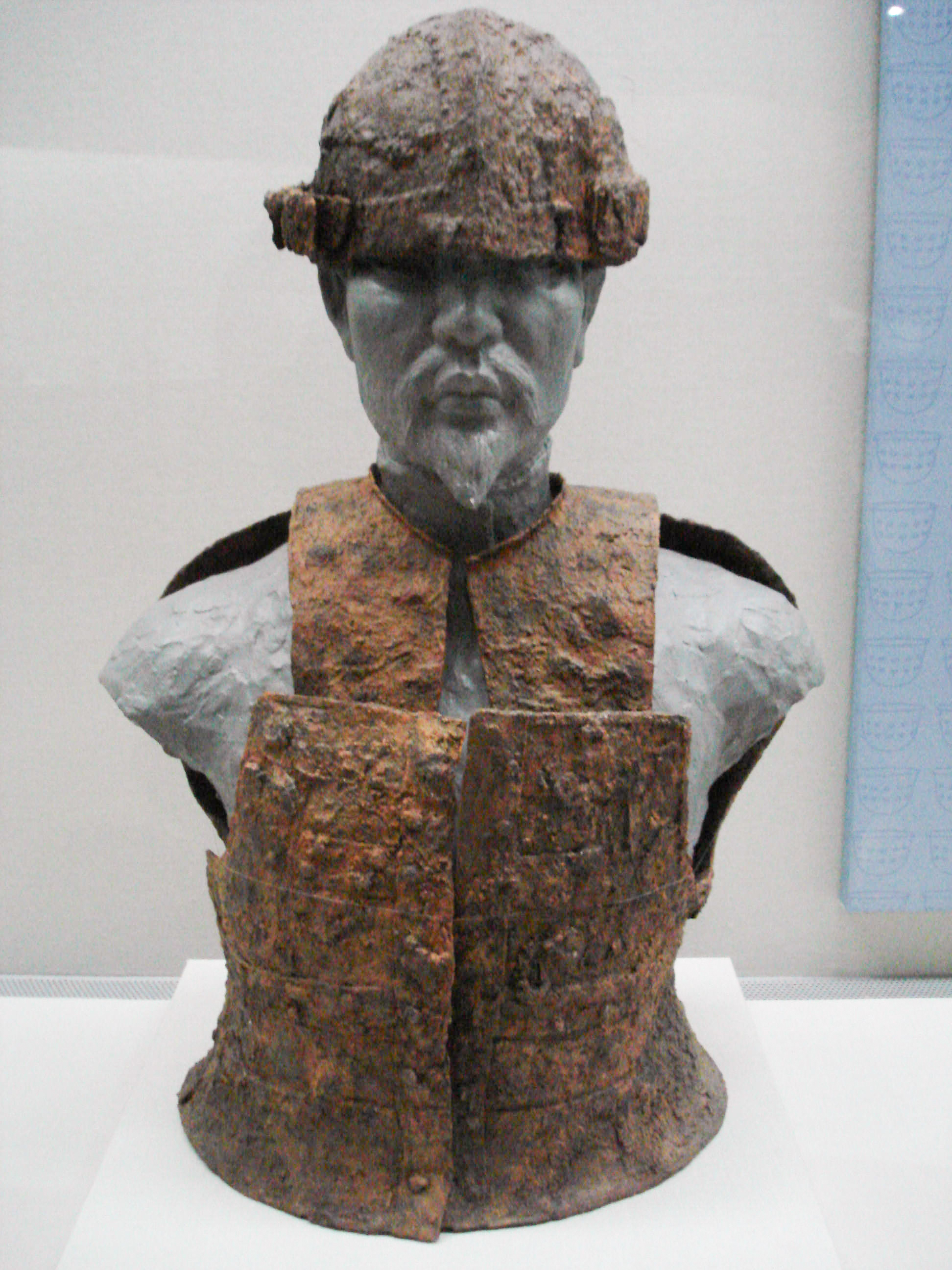
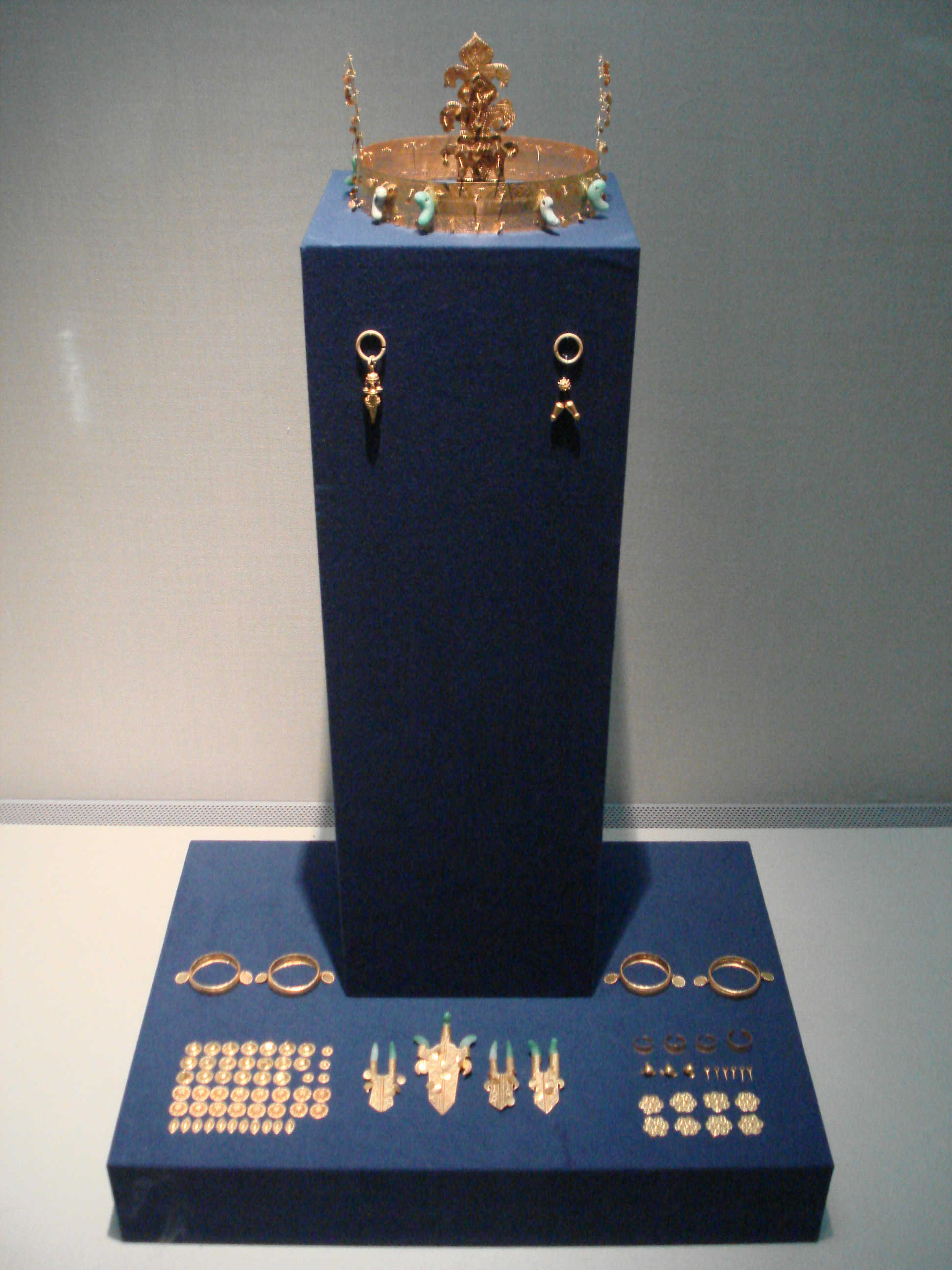
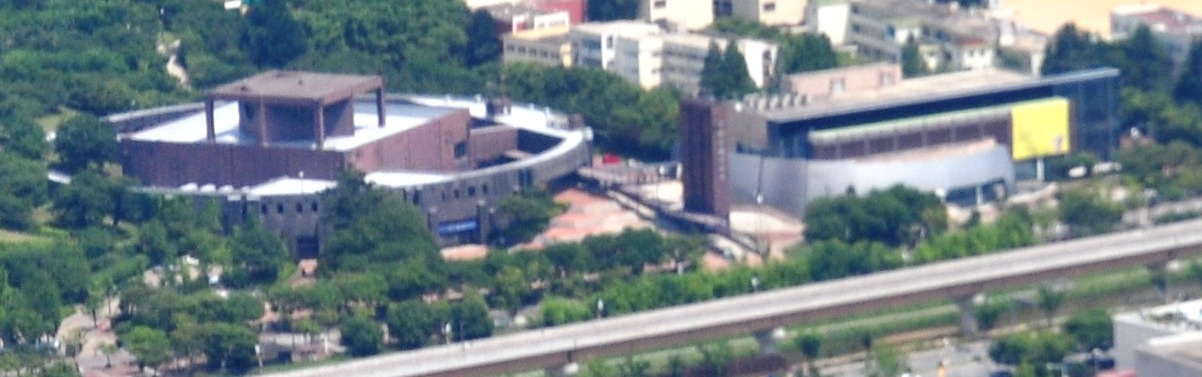